# Robin Hoods große Liebe
Robin Hoods große Liebe ist ein US-amerikanischer Abenteuerfilm aus dem Jahr 1948 von Howard Bretherton.

## Handlung
Sir Allan Claire beabsichtigt, nach Nottingham zu reisen, um dort seine Jugendliebe Lady Christabel, die er fünf Jahre lang nicht gesehen hat, zu ehelichen. Claire, der die fünf Jahre an der Seite König Richard Löwenherz gekämpft hat, macht sich mit seiner Schwester Marian auf die Reise. Im Sherwood Forest werden die beiden von einem unbekannten Bogenschützen angegriffen und von dem Gesetzlosen Robin Hood gerettet. Robin verbindet seinen Schützlingen die Augen und geleitet sie zu seinem Lager tief im Wald.
Claire informiert Robin über seine Opposition zu der korrupten Regierung von Prinz John, der den englischen Thron an sich gerissen hat. Robin, treuer Anhänger von Richard Löwenherz, warnt Claire vor der Weiterreise. Lady Christabel ist von ihrem Vater, Sir Fitz-Alwin, dem Vasallen des Prinzen, Baron Tristram, zur Frau versprochen worden, womit Nottingham ebenfalls unter die Herrschaft des Prinzen geraten würde. Robin sichert Claire seine Hilfe zu, um Lady Christabel zu retten.
Robin und Claire können sich in das Schloss des Barons schleichen und Christabel befreien. Zwar wird Robin auf der Flucht gefangen genommen, kann aber mit Hilfe von Christabels Zofe Maude entkommen. Der wütende Baron verfolgt die Flüchtigen bis in den Sherwood Forest und kann Christabel aus Robins Lager wieder zurückholen. Aus Rache entführen der Baron und sein Neffe Sir Philip Claires Schwester Marian. Robin, in Marian verliebt, lässt das Schloss angreifen. Doch der Angriff stoppt, als Robin eine Nachricht des Barons erhält. Er will Marian freilassen, wenn sein Leben geschont werde. Robin erklärt sich einverstanden und soll von zwei Soldaten zum Schloss begleitet werden. Die Soldaten werden von Little John und Will Scarlet überwältigt, die sich die Uniformen anlegen und nun ihrerseits Robin zu Schloss führen. Im Schloss wird Robin entwaffnet und soll gehängt werden. John und Will befreien ihn.
Der Baron und Philip reiten zum Dorf, um dort eine Doppelhochzeit mit Christabel und Marian durchzuführen. Robin und Claire galoppieren zum Dorf und unterbrechen die Zeremonie. Sie können ihre Gegner in einem Schwertkampf besiegen. Bruder Tuck nimmt nun die Hochzeitszeremonie vor und verheiratet Claire mit Lady Christabel und Robin mit Marian. Gerade als die Zeremonie beendet ist, kommt die Nachricht an, dass König Richard nach England zurückgekehrt sei. Robin und Claire küssen ihre Ehefrauen und reiten ihrem König entgegen.

## Kritiken
„Am Ende des bescheidenen Mantel-und-Degen-Films stehen gleich drei Hochzeiten.“

## Hintergrund
Der Film feierte am 3. Januar 1948 seine Premiere in den USA. In Deutschland erschien er 1952 in den Kinos.
Der Farbfilm der Columbia Pictures wurde im Cinecolor-Verfahren gefilmt.
Die Produktion ist eine der wenigen Robin-Hood-Verfilmungen, die auf die bekannten Figuren Prinz John und den Sheriff von Nottingham verzichten.